# Ильин, Станислав Алексеевич
Станислав Алексеевич Ильин (род. 14 июня 1937) — советский хоккеист, защитник, тренер. Мастер спорта СССР (1961).

## Биография
Начинал играть в хоккей в Москве. С 1955 года стал играть за команду чемпионата СССР ДК им. Карла Маркса (Электросталь). После окончания сезона 1963/64, когда команда, носившая название «Кристалл», выбыла во вторую группу класса «А», Ильин, принял предложение от московского «Локомотива». Отыграл в клубе 8 сезонов, становился победителем Кубка Шпенглера (1967, 1969). А на внутреннем фронте конкурировать становилось все трудней и трудней из-за сокращения финансирования со стороны Министерства путей сообщения. В 1970 году «Локомотив» покинул класс сильнейших команд. Через год вернулся, но опять ненадолго. После окончательного вылета клуба из высшей лиги работал в нём тренером (1972/73 — 1974/75) и старшим тренером (1975/76 — 1977/78).
Был тренером (1982/83) и старшим тренером (1983/84) в «Кристалле».